# Kōgon
Kōgon (光厳, 1 de agosto de 1313 – 5 de agosto de 1364) foi o primeiro imperador da Corte do Norte do Japão.

## Vida
Antes de sua ascensão ao trono, seu nome era Kazuhito, o terceiro filho do imperador Go-Fushimi do ramo Jimyōin da Família Imperial. Sua mãe era Kōgimonin Neishi. Quando seu pai se tornou um monge budista ele foi adotado por seu tio, o imperador Hanazono.
Kazuhito e aqueles que o cercavam acreditavam que ele ocuparia o Trono do Crisântemo pois em 1326 foi nomeado príncipe herdeiro por Go-Daigo do ramo Daikakuji da Família Imperial. Nesta ocasião havia um acordo entre os dois ramos da Família Imperial, que tinha o Xogunato Kamakura como mediador, o trono seria alternado entre os dois ramos a cada dez anos. No entanto, Go-Daigo não aceitava de bom grado o acordo negociado negociado.
Em 1331, quando se tornou pública a segunda tentativa de Go-Daigo derrubar o xogunato, este foi exilado para a Província de Oki e Kazuhito foi entronizado passando a se chamar Kōgon.
Go-Daigo escapou de Oki em 1333, com a ajuda de Nawa Nagatoshi e sua família, e organizaram um exército na região montanhosa da província de Hoki. Ashikaga Takauji, que fora enviado pelo Bakufu para encontrar e destruir esse exército, acabou se tornando aliado do Imperador e conseguiu o controle do Rokuhara Tandai. Imediatamente após isso, Nitta Yoshisada, que tinha organizado um exército no Oriente, destruiu o clã Hōjō e capturou o Bakufu.
Em 7 de julho de 1333, Go-Daigo tomou o trono de Kōgon e tentou restabelecer seu controle imperial com a Restauração Kemmu. A tentativa falhou, e ainda Ashikaga Takauji se voltou contra ele.
Em 1336, Ashikaga Takauji avançou até Quioto, Go-Daigo percebendo sua aproximação foge para Yoshino, na província de Yamato, estabelecendo o que viria a ser conhecido como o Corte do Sul. Com isso o irmão mais novo de Kōgon, Yutahito ascende ao trono como Kōmyō. Em 1352, as tropas do imperador o-Murakami da Corte do Sul atacaram Quioto, e capturaram Kōgon, Kōmyō, o imperador Sukō e o príncipe herdeiro.
Após a Reunificação Shōhei, Kōgon foi colocado em prisão domiciliar em Yoshino, na província de Yamato para o resto de sua vida. Em seus últimos anos de vida, se converteu ao Zen budismo, e faleceu no dia 5 de agosto de 1364.